# Список об'єктів, названих на честь Давида Гільберта
Наступне було названо на честь Давида Гільберта (нім. David Hilbert; 1862—1943) — німецького математика:
теореми
- Теорема Гільберта про нулі
- Теорема Гільберта 90

проблеми
- Проблеми Гільберта
- Десята проблема Гільберта (Мартін Девіс)
- Розв'язок десятої проблеми Гільберта (Юрій Матіясевич)
- Континуум-гіпотеза (перша проблема Гільберта)
- Сімнадцята проблема Гільберта

інше
- Матриця Гільберта
- Перетворення Гільберта
- Аксіоматика Гільберта
- Парадокс Гільберта
- Гільбертів простір
- Гільбертове оснащення
- Рівняння Ландау — Ліфшиця — Гільберта
- Обчислення стилю Гільберта
- 12022 Гільберт — астероїд головного поясу